# Surinamesisk gulden
Surinamesisk gulden (fl Surinaamse guilder) var den valuta som användes i Surinam i Sydamerika. Valutakoden var SRG. 1 Guilder var = 100 cents.
Valutan ersattes den 1 januari 2004 av Surinamesisk dollar. Vid bytet var omvandlingen 1 SRD = 1000 guilder.

## Användning
Valutan gavs ut av Centrale Bank van Suriname - CBVS som grundades i april 1957 och har huvudkontoret i Paramaribo.

## Valörer
- mynt: det fanns inga Guildermynt men väl 100 och 250 centsmynt
- underenhet: det fanns 1, 5, 10, 25, 100 och 250 cents
- sedlar: det fanns 5, 10, 25, 100, 500, 1000, 5000, 10.000 och 25.000 SRG